# Coppa del Mondo di slittino su pista naturale 2025
La Coppa del Mondo di slittino su pista naturale 2024/25, trentatreesima edizione della manifestazione organizzata dalla Federazione Internazionale Slittino, ebbe inizio il 20 dicembre 2023 a Obdach in Austria.
L'italiana Evelin Lanthaler ha conquistato la sua nona ed ultima sfera di cristallo della carriera, nonché ottava consecutiva, dominando ognuna delle sette gare in programma. Per la quinta stagione consecutiva è riuscita nell'impresa di aggiudicarsi tutte le gare in programma. Al secondo posto in classifica generale è giunta l'austriaca Tina Unterberger mentre sul terzo gradino del podio è salita la sua connazionale Daniela Mittermair. L'Italia ha dominato l'intera stagione collezionando 16 podi e due triplette in sette gare.
Per quanto riguarda il singolo maschile il trofeo è andato per la prima volta all'italiano Florian Clara, alla sua ultima stagione in Coppa del Mondo. Grazie alle sue quattro vittorie in sette gare ha preceduto in classifica generale l'austriaco Michael Scheikl, vincitore delle prime due gare in programma, e Stefan Federer, italo-svizzero in grado di vincere la sua prima gara di Coppa del Mondo durante questa stagione. Con 13 podi in 7 gare, l'Italia si è confermata la miglior nazione anche nel sigolo maschile.
L'Italia si è aggiudicata la Coppa delle nazioni per il diciannovesimo anno consecutivo e per la venticinquesima volta nella sua storia. Ha totalizzato più punti di ogni altra nazionale in tutte le gare disputatesi. Gli atleti italiani hanno vinto 15 delle 21 gare in programma. La nazionale austriaca ha migliorato notevolmente il proprio rendimento rispetto alla stagione precedente, vincendo cinque gare.
Al termine di questa stagione numerosi atleti pluricampioni di questa disciplina si sono ritirati dall'attività agonistica: Patrick Pigneter, Evelin Lanthaler e Florian Clara per l'Italia, Michael Scheikl, Tina Unterberger e Florian Markt per l'Austria.

## Calendario
| Tappa | Località     | Data                | Singolo                 | Singolo                 | Doppio                  |                         |
| Tappa | Località     | Data                | Donne                   | Uomini                  | Doppio                  |                         |
| ----- | ------------ | ------------------- | ----------------------- | ----------------------- | ----------------------- | ----------------------- |
| 1     | Obdach       | 20–21 dicembre 2024 | ●                       | ●                       | ●                       |                         |
| 2     | Obdach       | 22 dicembre 2024    | ●                       | ●                       | ●                       |                         |
| 3     | Lasa         | 5–6 gennaio 2025    | ●                       | ●                       | ●                       |                         |
| M     | Kühtai       | 17–19 gennaio 2025  | XXV Campionati mondiali | XXV Campionati mondiali | XXV Campionati mondiali | XXV Campionati mondiali |
| 4     | Mariazell    | 25–26 gennaio 2025  | ●                       | ●                       | ●                       |                         |
| 5     | Umhausen     | 7–9 febbraio 2025   | ●●                      | ●●                      | ●●                      |                         |
| 6     | Nova Ponente | 22–23 febbraio 2025 | ●                       | ●                       | ●                       |                         |

## Risultati

### Singolo donne
| Data             | Località     | Nazione | Prima                   | Seconda                   | Terza                    |
| ---------------- | ------------ | ------- | ----------------------- | ------------------------- | ------------------------ |
| 21 dicembre 2024 | Obdach       | Austria | Evelin Lanthaler Italia | Daniela Mittermair Italia | Nadine Staffler Italia   |
| 22 dicembre 2024 | Obdach       | Austria | Evelin Lanthaler Italia | Tina Unterberger Austria  | Tina Stuffer Italia      |
| 6 gennaio 2025   | Lasa         | Italia  | Evelin Lanthaler Italia | Daniela Mittermair Italia | Nadine Staffler Italia   |
| 26 gennaio 2025  | Mariazell    | Austria | Evelin Lanthaler Italia | Jenny Castiglioni Italia  | Tina Unterberger Austria |
| 8 febbraio 2025  | Umhausen     | Austria | Evelin Lanthaler Italia | Tina Unterberger Austria  | Nadine Staffler Italia   |
| 9 febbraio 2025  | Umhausen     | Austria | Evelin Lanthaler Italia | Daniela Mittermair Italia | Lisa Walch Germania      |
| 23 febbraio 2025 | Nova Ponente | Italia  | Evelin Lanthaler Italia | Daniela Mittermair Italia | Tina Unterberger Austria |

### Singolo uomini
| Data             | Località     | Nazione | Primo                   | Secondo                 | Terzo                      |
| ---------------- | ------------ | ------- | ----------------------- | ----------------------- | -------------------------- |
| 21 dicembre 2024 | Obdach       | Austria | Michael Scheikl Austria | Alex Oberhofer Italia   | Fabian Brunner Italia      |
| 22 dicembre 2024 | Obdach       | Austria | Michael Scheikl Austria | Alex Oberhofer Italia   | Florian Clara Italia       |
| 6 gennaio 2025   | Lasa         | Italia  | Florian Clara Italia    | Daniel Gruber Italia    | Michael Scheikl Austria    |
| 26 gennaio 2025  | Mariazell    | Austria | Florian Clara Italia    | Patrick Pigneter Italia | Fabian Achenrainer Austria |
| 8 febbraio 2025  | Umhausen     | Austria | Florian Clara Italia    | Michael Scheikl Austria | Patrick Pigneter Italia    |
| 9 febbraio 2025  | Umhausen     | Austria | Stefan Federer Svizzera | Michael Scheikl Austria | Fabian Achenrainer Austria |
| 23 febbraio 2025 | Nova Ponente | Italia  | Florian Clara Italia    | Fabian Brunner Italia   | Patrick Pigneter Italia    |

### Doppio
| Data             | Località     | Nazione | Primi                                     | Secondi                                   | Terzi                                     |
| ---------------- | ------------ | ------- | ----------------------------------------- | ----------------------------------------- | ----------------------------------------- |
| 21 dicembre 2024 | Obdach       | Austria | Maximilian Pichler Nico Edlinger Austria  | Tobias Paur Andreas Hofer Italia          | Matthias Lambacher Peter Lambacher Italia |
| 22 dicembre 2024 | Obdach       | Austria | Maximilian Pichler Nico Edlinger Austria  | Tobias Paur Andreas Hofer Italia          | Matthias Lambacher Peter Lambacher Italia |
| 5 gennaio 2025   | Lasa         | Italia  | Maximilian Pichler Nico Edlinger Austria  | Matthias Lambacher Peter Lambacher Italia | Tobias Paur Andreas Hofer Italia          |
| 25 gennaio 2025  | Mariazell    | Austria | Matthias Lambacher Peter Lambacher Italia | Maximilian Pichler Nico Edlinger Austria  | Tobias Paur Andreas Hofer Italia          |
| 7 febbraio 2025  | Umhausen     | Austria | Matthias Lambacher Peter Lambacher Italia | Tobias Paur Andreas Hofer Italia          | Maximilian Pichler Nico Edlinger Austria  |
| 8 febbraio 2025  | Umhausen     | Austria | Tobias Paur Andreas Hofer Italia          | Maximilian Pichler Nico Edlinger Austria  | Matthias Lambacher Peter Lambacher Italia |
| 22 febbraio 2025 | Nova Ponente | Italia  | Matthias Lambacher Peter Lambacher Italia | Maximilian Pichler Nico Edlinger Austria  | Tobias Paur Andreas Hofer Italia          |

## Classifiche generali
Il sistema di punteggio è rimasto invariato rispetto alla precedente stagione:
| Piazzamento | 1   | 2  | 3  | 4  | 5  | 6  | 7  | 8  | 9  | 10 | 11 | 12 | 13 | 14 | 15 | 16 | 17 | 18 | 19 | 20 | 21 | 22 | 23 | 24 | 25 | 26 | 27 | 28 | 29 | 30 | 31 | 32 | 33 | 34 | 35 | 36 | 37 | 38 | 39 | 40+ |
| Punti       | 100 | 85 | 70 | 60 | 55 | 50 | 46 | 42 | 39 | 36 | 34 | 32 | 30 | 28 | 26 | 25 | 24 | 23 | 22 | 21 | 20 | 19 | 18 | 17 | 16 | 15 | 14 | 13 | 12 | 11 | 10 | 9  | 8  | 7  | 6  | 5  | 4  | 3  | 2  | 1   |

Nel singolo maschile vige la regola di massimo sei atleti per nazione partecipanti alla prima manche di ogni gara. Solamente i quattro migliori atleti di ogni nazione si qualificano alla seconda manche. Il regolamento prevede comunque l'assegnazione di 14 punti al miglior non qualificato, 13 punti al secondo migliore e così via per tutti gli altri che non hanno il diritto di competere alla seconda discesa.
Nel doppio si qualificano alla seconda manche solo i primi tre equipaggi di ogni nazione. I non qualificati ricevono, a scalare, da 24 punti in poi.

### Singolo donne
| Pos. | Nome               | Nazione     | ODB-1  | OBD-2   | LAS    | MAR     | UMH-1   | UMH-2 | NOP     | Punti |
| ---- | ------------------ | ----------- | ------ | ------- | ------ | ------- | ------- | ----- | ------- | ----- |
| 1    | Evelin Lanthaler   | Italia      | 1      | 1       | 1      | 1       | 1       | 1     | 1       | 700   |
| 2    | Tina Unterberger   | Austria     | 4      | 2       | 6      | 3       | 2       | 4     | 3       | 480   |
| 3    | Daniela Mittermair | Italia      | 2      | 5       | 2      | 6 (NQ)  | 7       | 2     | 2       | 455   |
| 4    | Riccarda Ruetz     | Austria     | 6      | 4       | 4      | 4       | 4       | 6     | 5       | 395   |
| 5    | Nadine Staffler    | Italia      | 3      | 8 (NQ)  | 3      | 5       | 3       | 5     | 4       | 394   |
| 6    | Lisa Walch         | Germania    | 7      | 6       | 7      | 7       | 5       | 3     | 7       | 359   |
| 7    | Jenny Castiglioni  | Italia      | 9 (NQ) | 9 (NQ)  | 5      | 2       | 6       | 7     | 6       | 312   |
| 8    | Naomi Thoni        | Austria     | 8      | 8       | 9      | 11 (NQ) | 8       | 8     | 8       | 262   |
| 9    | Patricija Urbanc   | Croazia     | 11     | 12      | 10     | 11      | 11      | 11    | 10      | 240   |
| 10   | Katie Cookman      | Stati Uniti | 10     | 11      | 11     | 10      | 10      | 10    | -       | 212   |
| 11   | Hannah Nagele      | Austria     | 9      | 12 (NQ) | 8      | 9       | 11 (NQ) | 9     | 12 (NQ) | 196   |
| 12   | Tina Stuffer       | Italia      | 5      | 3       | 7 (NQ) | 12 (NQ) | 8 (NQ)  | -     | 9 (NQ)  | 192   |
| 13   | Magdalena Enig     | Germania    | 13     | 14      | 12     | -       | 12      | 12    | -       | 154   |
| 14   | Lotte Mulser       | Italia      | 7 (NQ) | 7       | 9 (NQ) | 6       | 14 (NQ) | -     | 7 (NQ)  | 148   |
| 15   | Nadja Maria Loder  | Canada      | 15     | 16      | -      | -       | 13      | 13    | 11      | 145   |

### Singolo uomini
| Pos. | Nome                 | Nazione    | ODB-1   | OBD-2   | LAS     | MAR     | UMH-1  | UMH-2 | NOP    | Punti |
| ---- | -------------------- | ---------- | ------- | ------- | ------- | ------- | ------ | ----- | ------ | ----- |
| 1    | Florian Clara        | Italia     | 4       | 3       | 1       | 1       | 1      | 4     | 1      | 590   |
| 2    | Michael Scheikl      | Austria    | 1       | 1       | 3       | 5       | 2      | 2     | 4      | 555   |
| 3    | Stefan Federer       | Svizzera   | 7       | 8       | 4       | 6       | 4      | 1     | 6      | 408   |
| 4    | Fabian Brunner       | Italia     | 3       | 4       | 5 (NQ)  | 4       | 5      | 7     | 2      | 390   |
| 5    | Alex Oberhofer       | Italia     | 2       | 2       | 7       | 7       | 6      | 6     | 7 (NQ) | 376   |
| 6    | Fabian Achenrainer   | Austria    | 8       | 7       | 8       | 3       | 7      | 3     | 7      | 362   |
| 7    | Patrick Pigneter     | Italia     | 25      | 5 (NQ)  | 6       | 2       | 3      | 5     | 3      | 360   |
| 8    | Ziga Kralj           | Slovenia   | 5       | 6       | 5       | 11      | 10     | 12    | 11     | 296   |
| 9    | Vid Kralj            | Slovenia   | 10      | 9       | 9       | 10      | 11     | 8     | 8      | 268   |
| 10   | Sebastian Feldhammer | Austria    | 6       | 10      | 10      | 11 (NQ) | 9      | 9     | 12     | 245   |
| 11   | Samuel Halcin        | Slovacchia | 14      | 12      | 16      | 12      | 14     | 14    | 9      | 212   |
| 12   | Daniel Gruber        | Italia     | 6 (NQ)  | 5       | 2       | 5 (NQ)  | 9 (NQ) | -     | 9 (NQ) | 209   |
| 13   | Gabriel Halcin       | Slovacchia | 19      | 17      | 14      | 14      | 12     | 11    | 14     | 196   |
| 14   | Jerome Almer         | Svizzera   | 16      | 16      | 13      | 13      | 15     | 13    | 15     | 192   |
| 15   | Florian Markt        | Austria    | 13 (NQ) | 14 (NQ) | 14 (NQ) | 9       | 8      | 10    | 10     | 189   |

### Doppio
| Pos. | Nome                                     | Nazione    | ODB-1 | OBD-2 | LAS | MAR | UMH-1 | UMH-2 | NOP | Punti |
| ---- | ---------------------------------------- | ---------- | ----- | ----- | --- | --- | ----- | ----- | --- | ----- |
| 1    | Maximilian Pichler Nico Edlinger         | Austria    | 1     | 1     | 1   | 2   | 3     | 2     | 2   | 625   |
| 2    | Matthias Lambacher Peter Lambacher       | Italia     | 3     | 3     | 2   | 1   | 1     | 3     | 1   | 595   |
| 3    | Tobias Paur Andreas Hofer                | Italia     | 2     | 2     | 3   | 3   | 2     | 1     | 3   | 565   |
| 4    | Gabriel Halcin Samuel Halcin             | Slovacchia | 7     | 6     | 4   | 4   | 4     | 4     | 4   | 396   |
| 5    | Peter Neupauer Dominik Neupauer          | Slovacchia | 6     | 4     | 5   | 5   | 5     | 5     | 5   | 385   |
| 6    | Viorel Andrei Deac Cornel Alexandru Coca | Romania    | 4     | 5     | -   | -   | -     | -     | -   | 115   |
| 7    | Isa Guzeloglu Coskun Ercoskun            | Finlandia  | 5     | 7     | -   | -   | -     | -     | -   | 101   |
| 8    | Tomas Hasek David Rydl                   | Rep. Ceca  | 8     | 8     | -   | -   | -     | -     | -   | 84    |
| 9    | Wojciech Kwiecinski Patryk Hudy          | Polonia    | 9     | 9     | -   | -   | -     | -     | -   | 78    |
| 10   | Konrad Plonka Nikolas Dawidowski         | Polonia    | 10    | 10    | -   | -   | -     | -     | -   | 72    |
| 11   | Jakub Mercak Jan Janosek                 | Rep. Ceca  | 11    | 11    | -   | -   | -     | -     | -   | 68    |

### Coppa delle nazioni
| Pos. | Nazione     | ODB-1 | OBD-2 | LAS | MAR | UMH-1 | UMH-2 | NOP | Punti |
| ---- | ----------- | ----- | ----- | --- | --- | ----- | ----- | --- | ----- |
| 1    | Italia      | 750   | 750   | 800 | 803 | 778   | 708   | 829 | 5 418 |
| 2    | Austria     | 557   | 577   | 519 | 550 | 556   | 543   | 511 | 3 813 |
| 3    | Slovacchia  | 234   | 240   | 242 | 199 | 217   | 224   | 228 | 1 584 |
| 4    | Svizzera    | 80    | 73    | 128 | 100 | 104   | 149   | 119 | 753   |
| 5    | Germania    | 134   | 137   | 110 | 46  | 117   | 102   | 76  | 722   |
| 6    | Stati Uniti | 96    | 86    | 108 | 105 | 105   | 103   | 21  | 624   |
| 7    | Slovenia    | 91    | 89    | 94  | 70  | 70    | 74    | 76  | 564   |
| 8    | Rep. Ceca   | 168   | 161   | 20  | 0   | 21    | 22    | 0   | 392   |
| 9    | Romania     | 155   | 141   | 0   | 0   | 0     | 0     | 0   | 296   |
| 10   | Polonia     | 136   | 157   | 0   | 0   | 0     | 0     | 0   | 293   |
| 11   | Finlandia   | 79    | 72    | 24  | 22  | 22    | 25    | 25  | 269   |
| 12   | Croazia     | 34    | 32    | 36  | 34  | 34    | 34    | 36  | 240   |
| 13   | Canada      | 26    | 25    | 0   | 0   | 30    | 30    | 34  | 145   |
| 14   | Francia     | 0     | 0     | 21  | 26  | 0     | 0     | 0   | 47    |